# Municipio de Viking (Minnesota)
El municipio de Viking (en inglés: Viking Township) es un municipio ubicado en el condado de Marshall en el estado estadounidense de Minnesota. En el año 2010 tenía una población de 156 habitantes y una densidad poblacional de 1,34 personas por km².

## Geografía
El municipio de Viking se encuentra ubicado en las coordenadas 48°13′43″N 96°26′7″O / 48.22861, -96.43528. Según la Oficina del Censo de los Estados Unidos, el municipio tiene una superficie total de 116.7 km², de la cual 116,7 km² corresponden a tierra firme y (0 %) 0 km² es agua.

## Demografía
Según el censo de 2010, había 156 personas residiendo en el municipio de Viking. La densidad de población era de 1,34 hab./km². De los 156 habitantes, el municipio de Viking estaba compuesto por el 98,08 % blancos, el 1,28 % eran de otras razas y el 0,64 % eran de una mezcla de razas. Del total de la población el 1,92 % eran hispanos o latinos de cualquier raza.